# مقابر باغ گنبد سبز

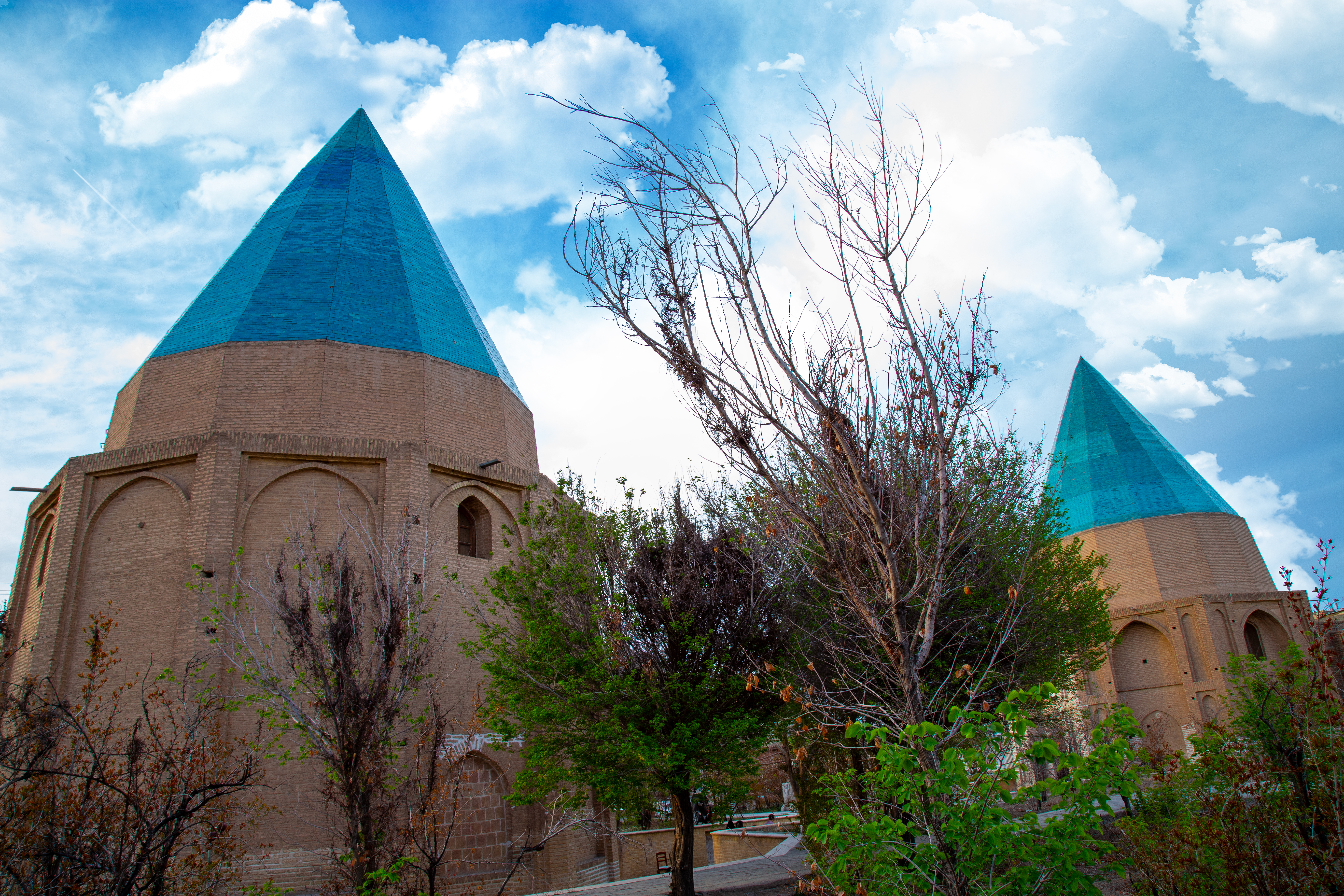
مقابر گنبد سبز

مقابر باغ گنبد سبز مربوط به دوران‌های تاریخی پس از اسلام -قرن ۸ ه‍.ق است و در قم، خیابان شهید روحانی، جنب گلزار شهدا واقع شده و این اثر در تاریخ ۱۵ دی ۱۳۱۰ با شمارهٔ ثبت ۱۲۹ به‌عنوان یکی از آثار ملی ایران به ثبت رسیده است.

## تاریخچه

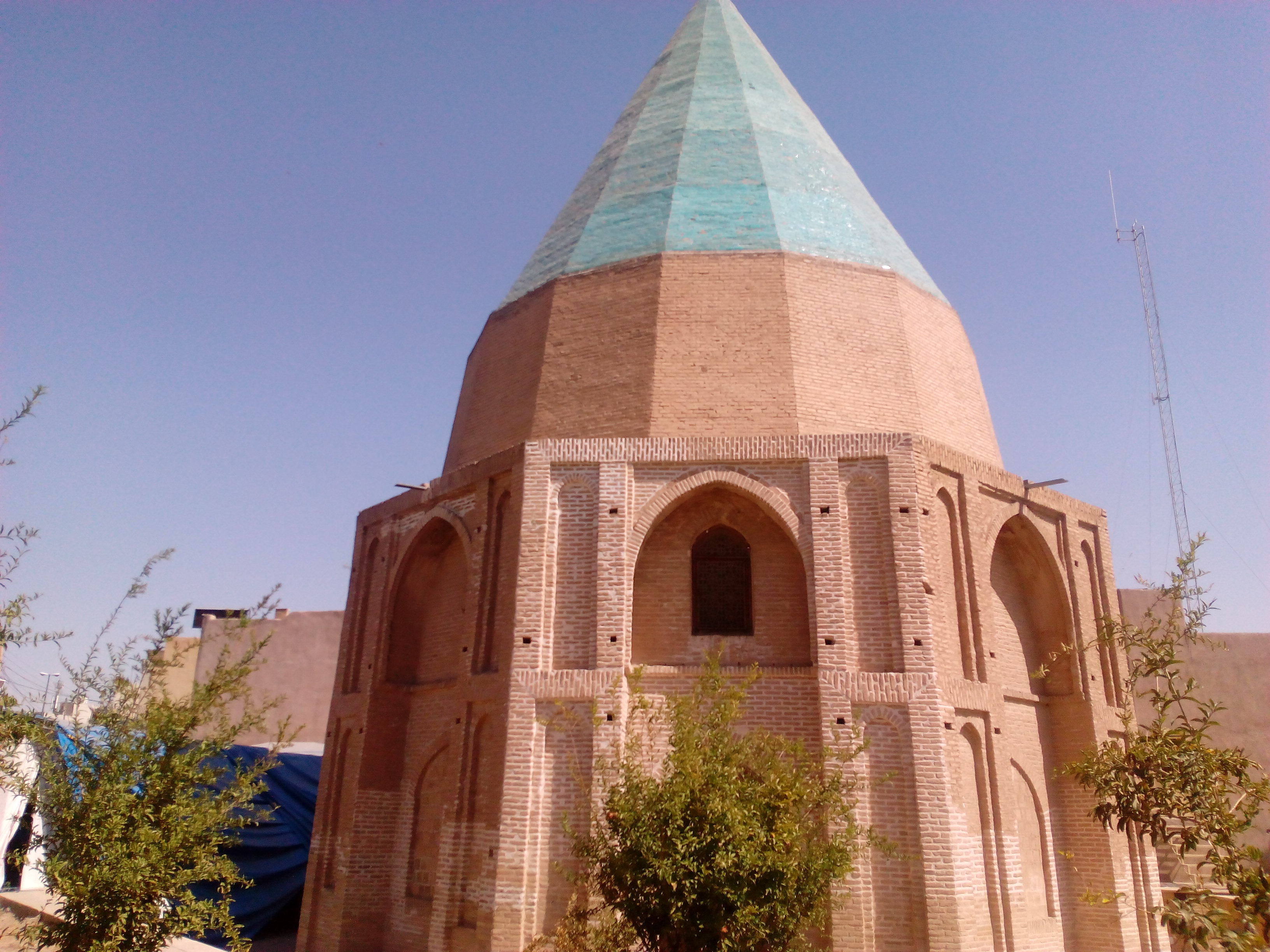
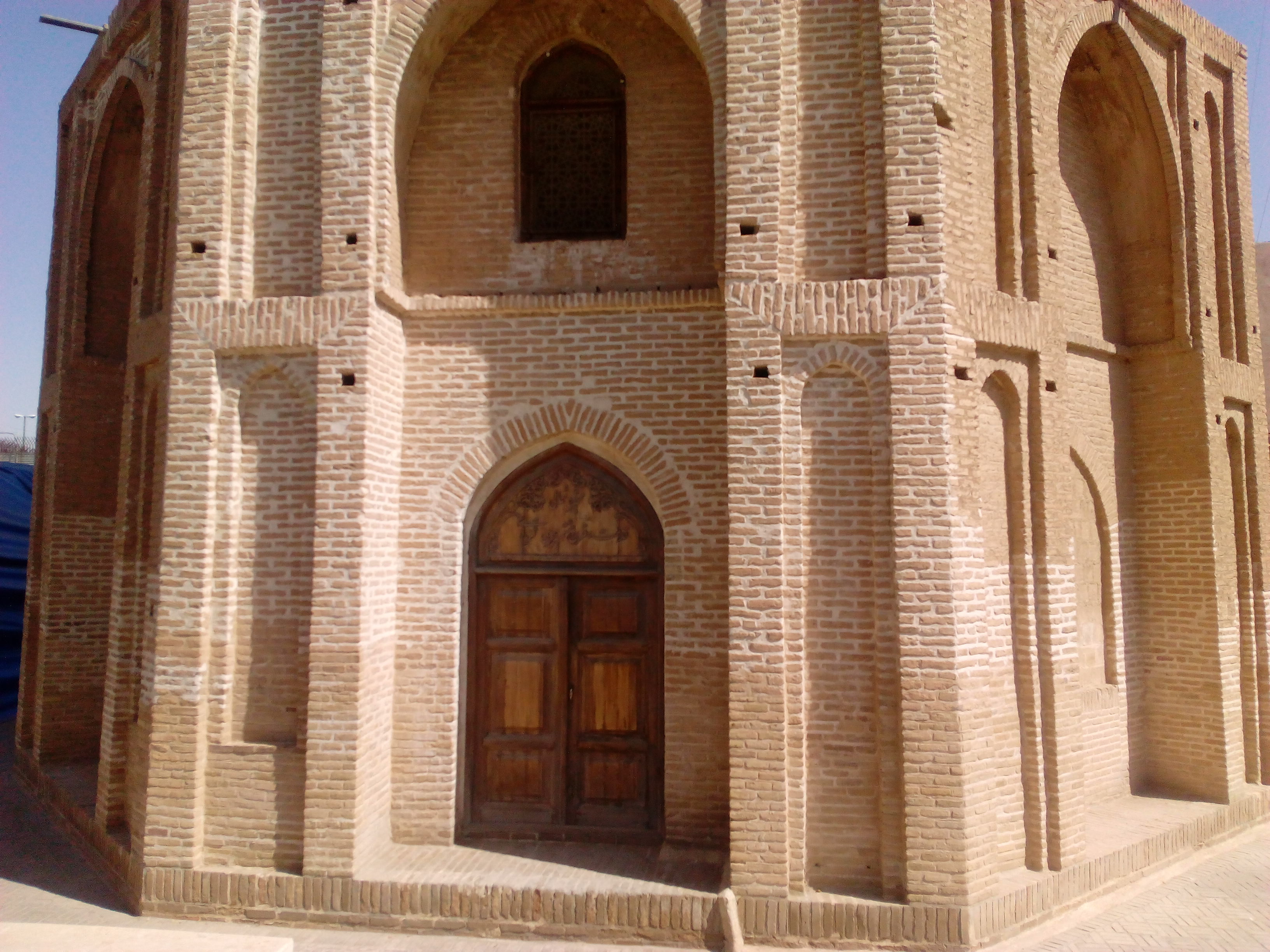

گنبد سبز دارای سه برج آرامگاهی با تزئینات گچبری بی نظیر، عمل استاد علی ابن محمد بن ابی شجاع است.

این سه برج آرامگاه متعلق به تعدادی از خاندان شیخ صفی اردبیلی است که حاکمان شهرقم در قرن هشت هجری قمری بودند.

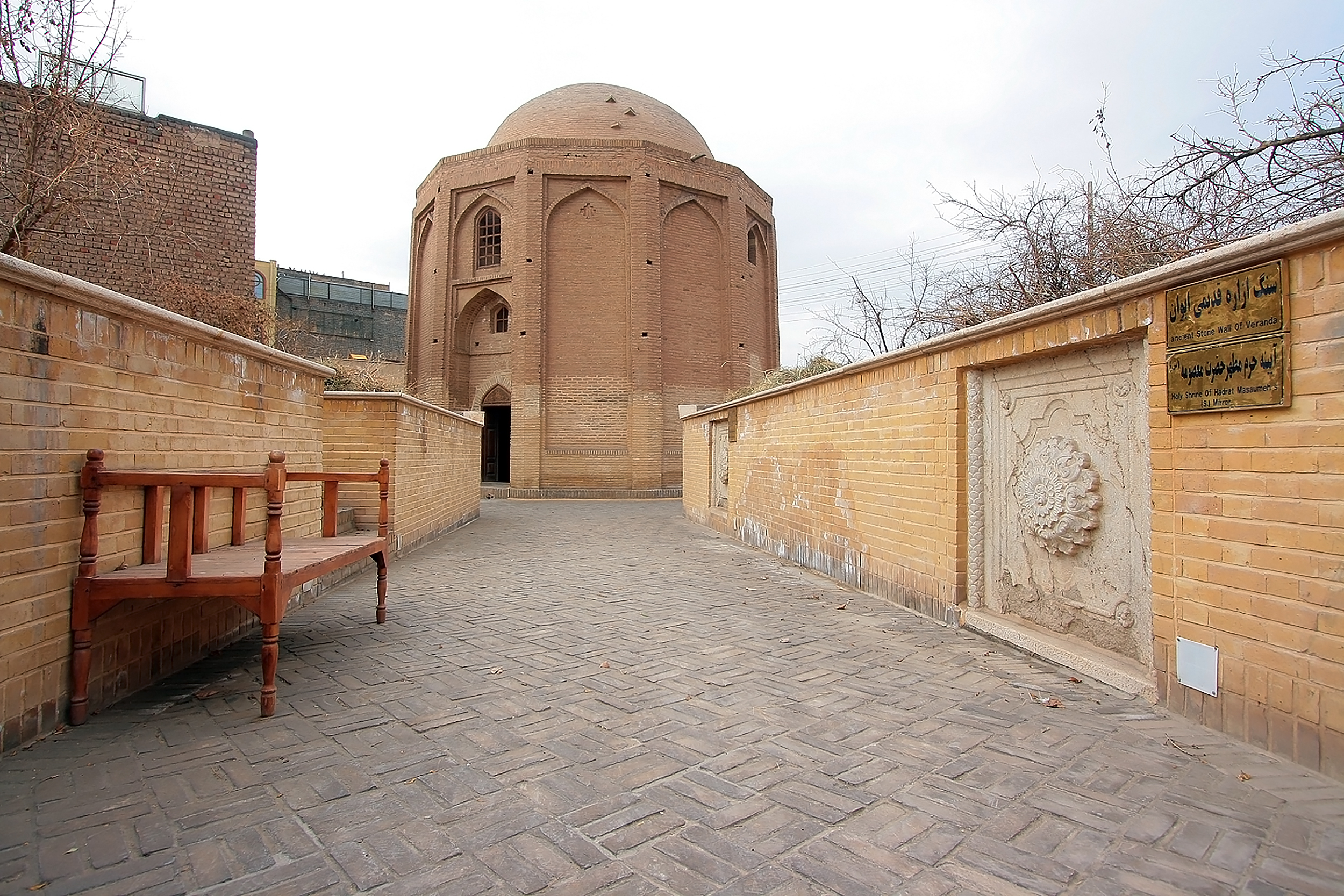
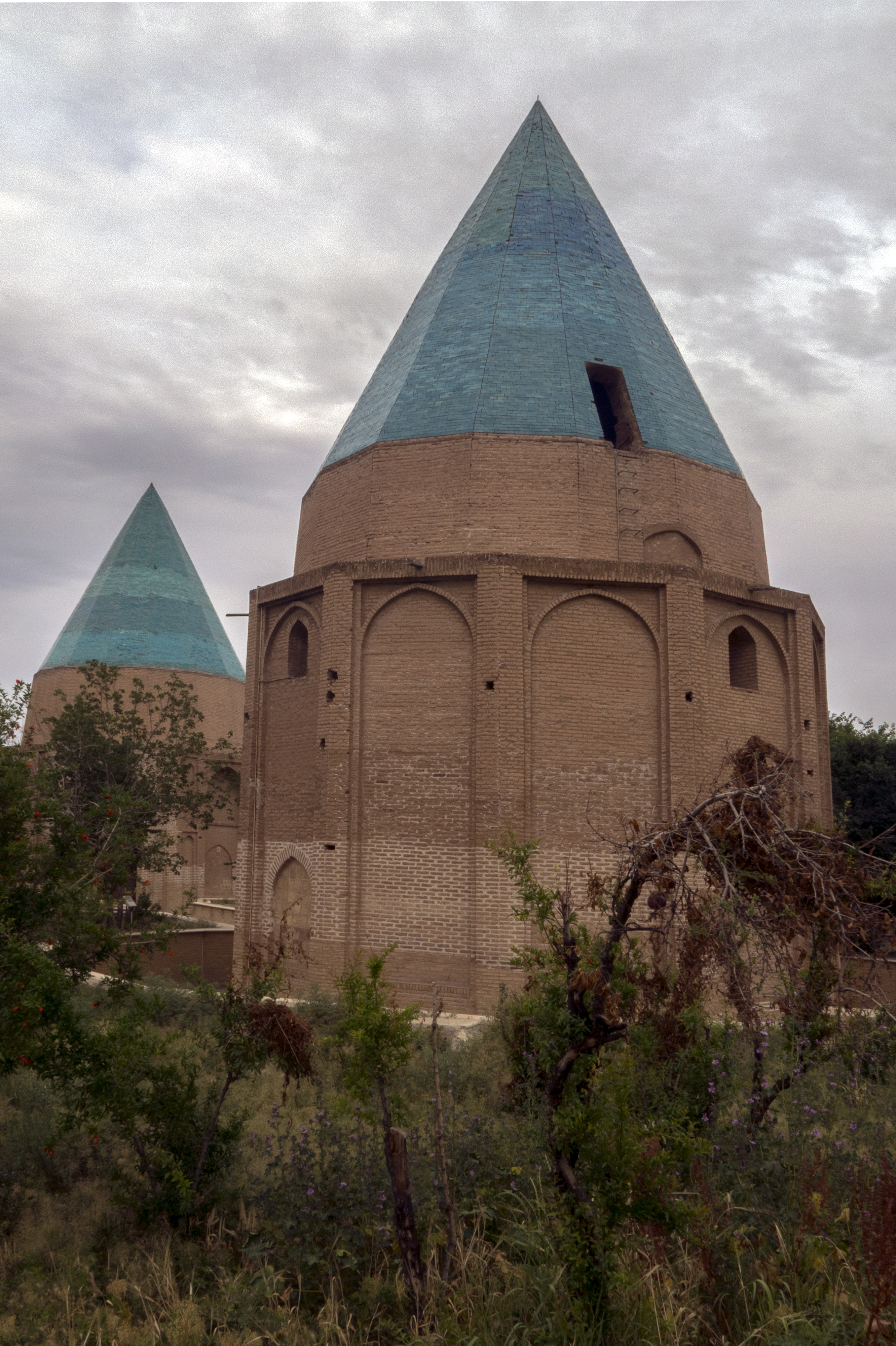
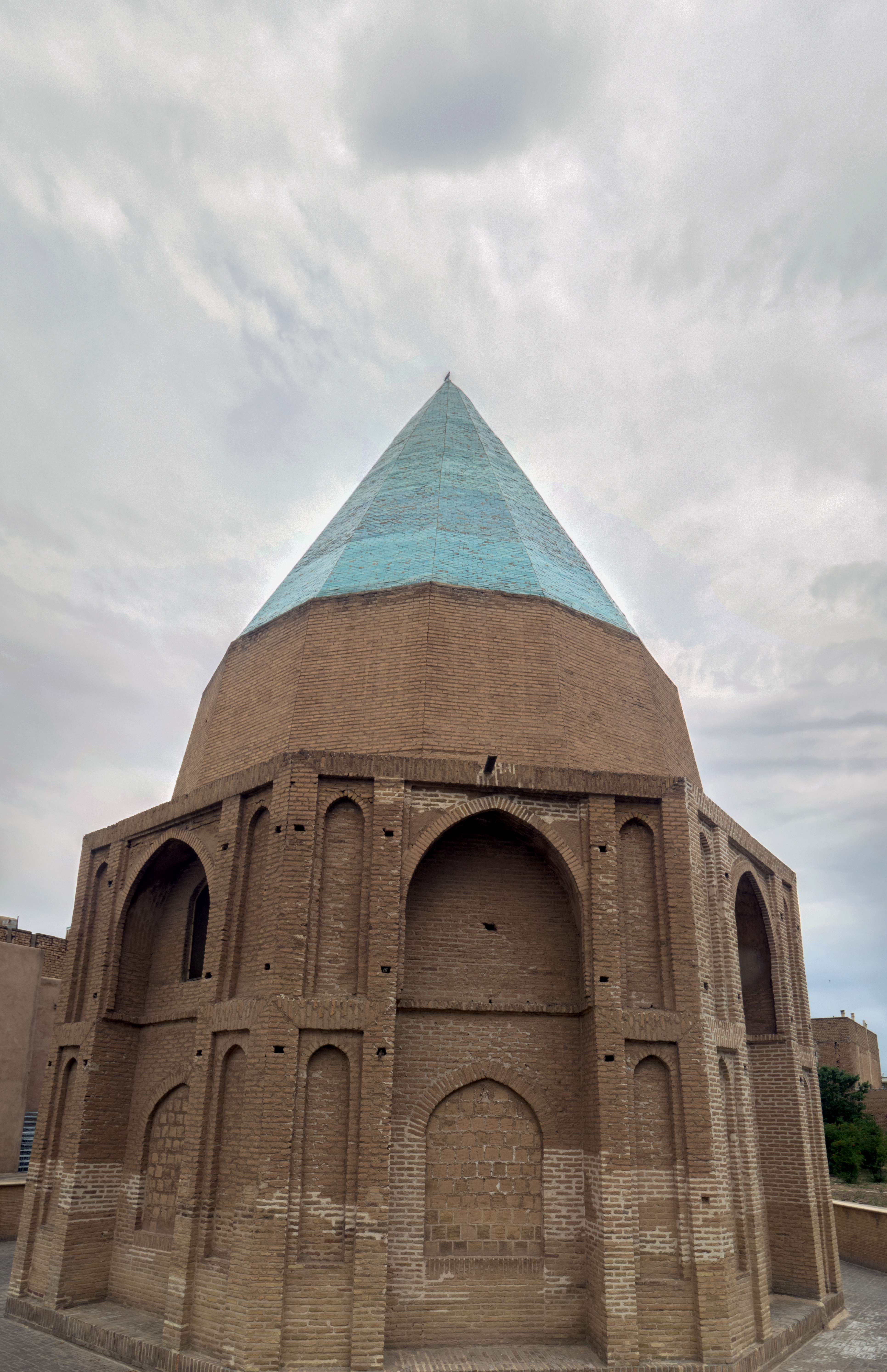
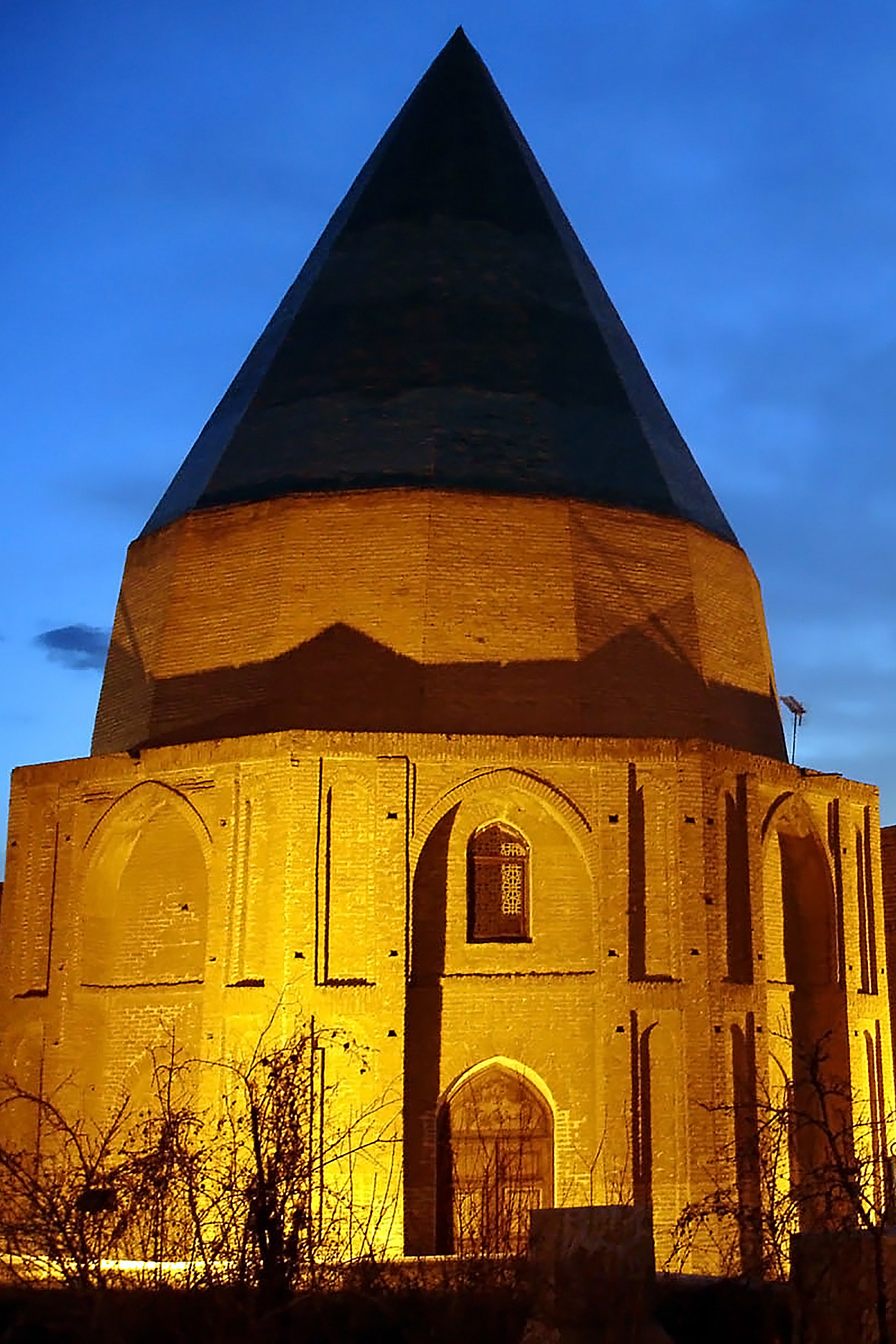
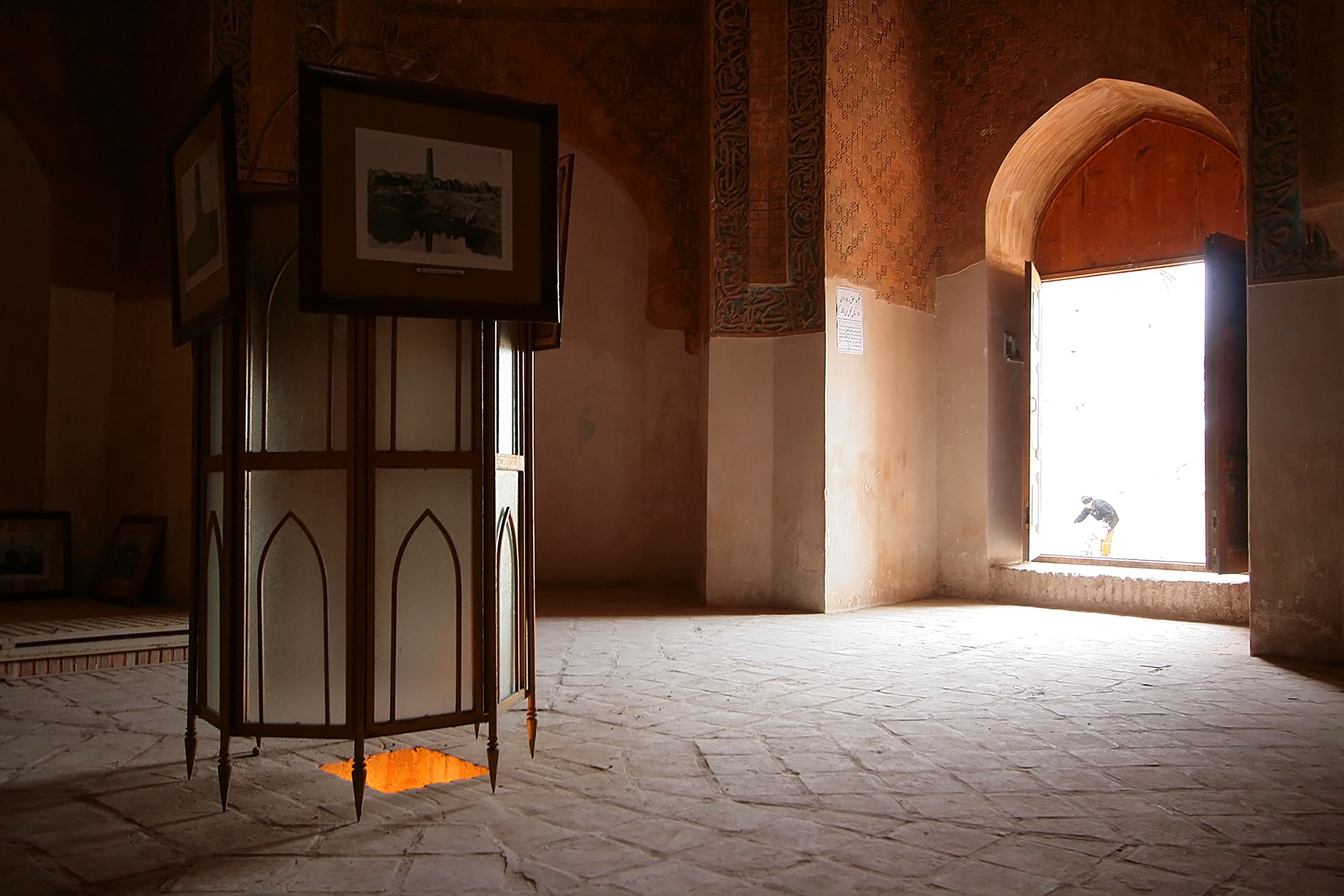
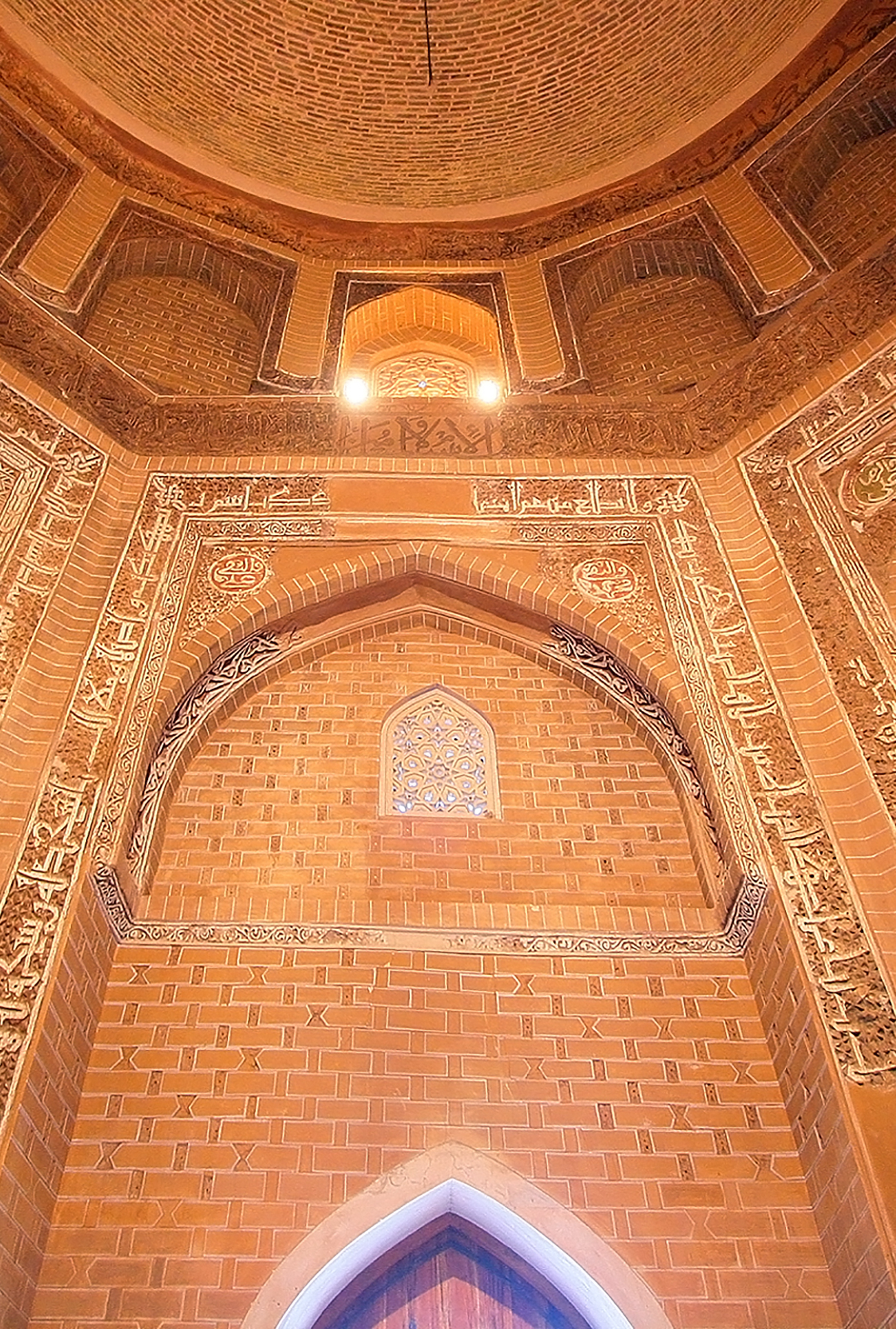
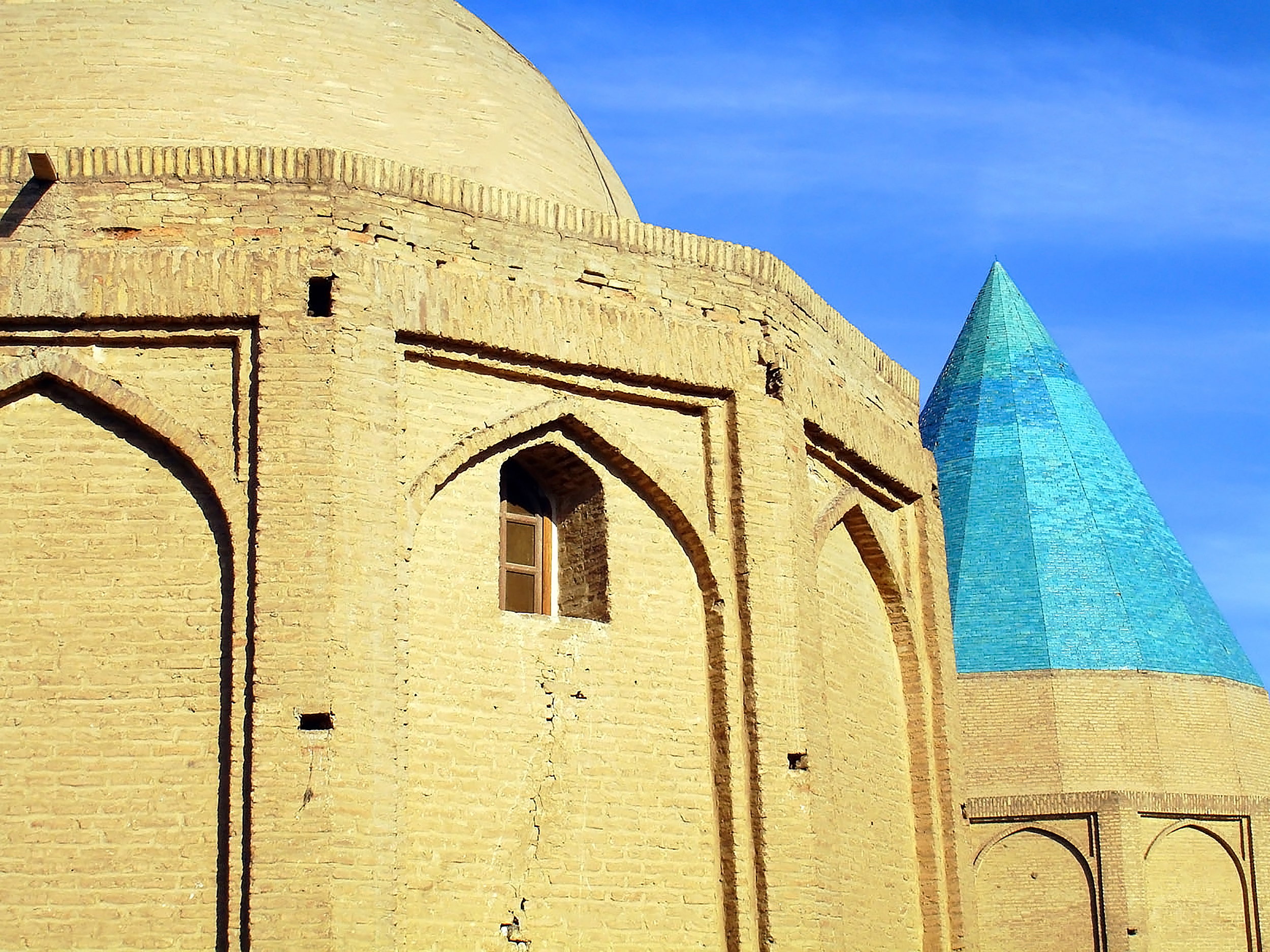
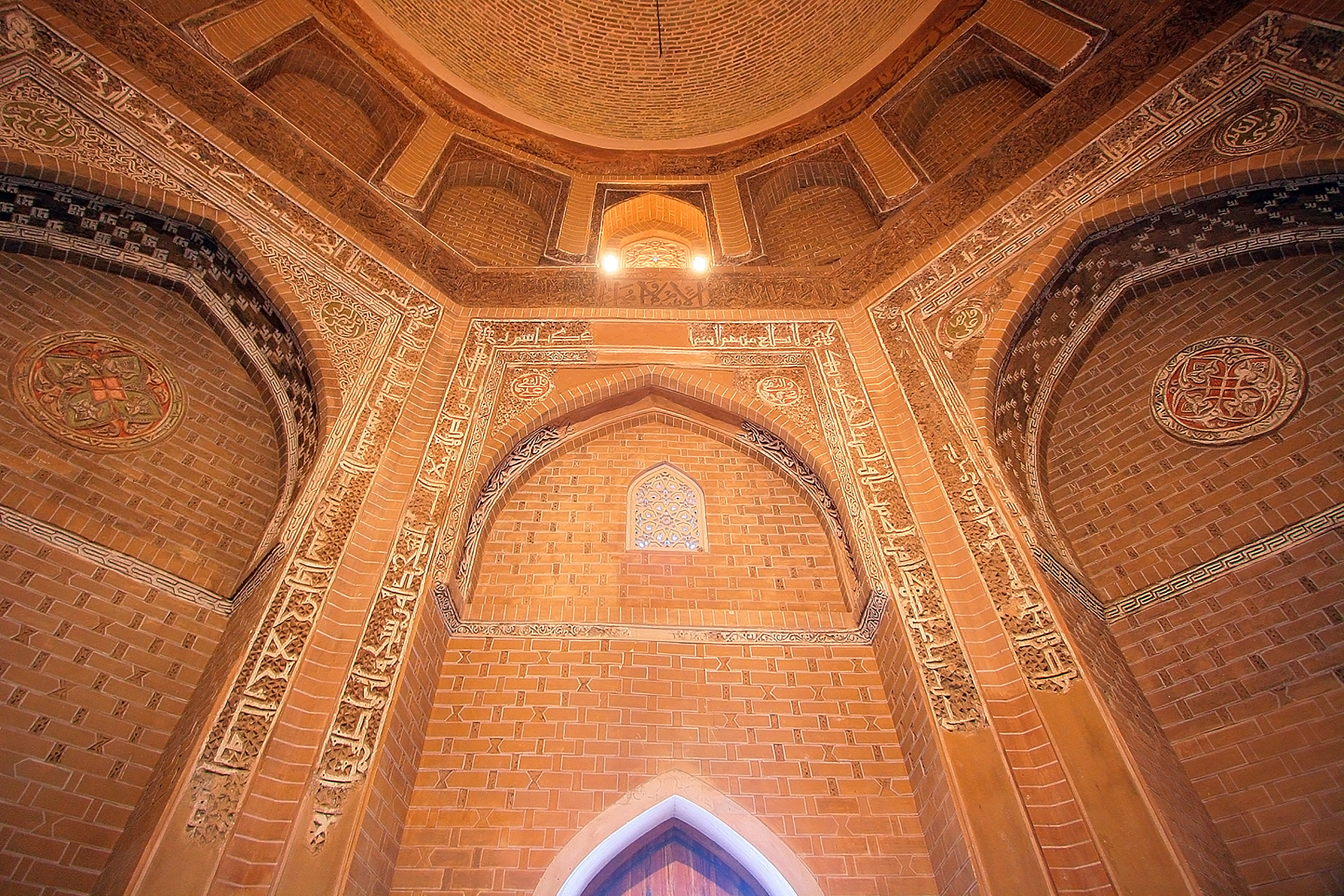
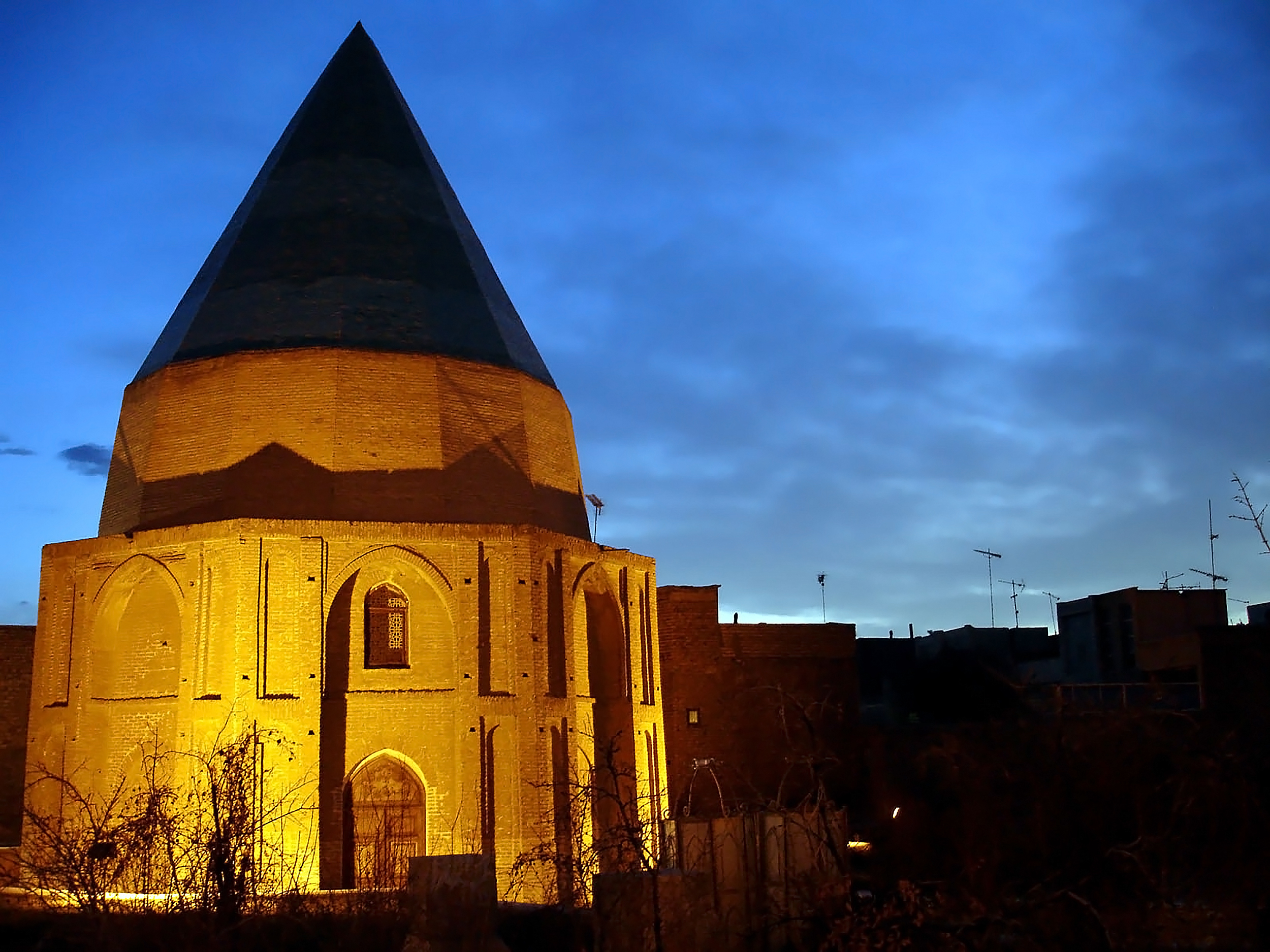